# Chrodbert II
Chrodbert II (geboren ca. 640), ook Robert II, was een Frankisch edelman en bestuurder. Hij zou de zoon zijn van Lambert, de kleinzoon van Chrodbert I die rond 630 hertog was van koning Dagobert I. Hij was getrouwd met Doda (ca. 645 - voor 12 september 677); haar ouders zijn niet bekend.
Chrodbert wordt meerdere malen vermeld:
- 653 als getuige bij een schenking aan de abdij van St Denis.
- 658 kanselier van koning Chlotarius III
- 673 neemt deel aan een schenking aan de abdij van St Gregor, als graaf van de Elzasser Sundgouw
- 678 paltsgraaf

Chrodbert en Doda hadden ten minste een zoon: Lambert II, over wie alleen bekend is dat hij vader was van Robert I van de Haspengouw.